# Sevidzem Ernestine Leikeki
Sevidzem Ernestine Leikeki, née en 1985, est une militante camerounaise. Engagée pour le climat et les droits des femmes, elle est la fondatrice de Cameroon Gender and Environment Watch. En 2010, elle a œuvré pour arrêter le trafic d'enfants au Nord-Ouest du Cameroun. Elle remporte en 2019 et en 2021 le prix Gender Just Climate Solutions pour les solutions transformationnelles,. En 2021, elle reçoit également le prix BBC 100 Women pour « les femmes qui créent un changement durable ».

## Jeunesse et carrière
Leikeki naît en 1985, elle a quatre enfants. Sa communauté, très pauvre, est située dans une zone forestière et agricole du Nord-Ouest du Cameroun.
Leikeki obtient en 2011 un baccalauréat universitaire en droit commun de l'université de Yaoundé II.
Leikeki est une militante pour le climat et l'égalité des sexes, impliquée dans des activités en rapport avec le climat qui permettent de générer des avantages et des opportunités économiques ainsi que dans des activités d'éducation à l'environnement. Cela comprend la plantation d'arbres, la formation sur l'extraction de la cire d'abeille et la fabrication de vin de miel, ainsi que celle des détergents et des lotions à base de cire d'abeille. Elle affirme que : « Le miel est synonyme de revenus, d'emploi, d'égalité des sexes, de conservation ». Elle travaille à autonomiser les filles et les femmes pour permettre le développement durable,,.
En 2020, son organisation avait planté 86 000 arbres pour l'atténuation du changement climatique, ainsi que pour l'éducation à l'environnement. Son projet vise à défendre les droits socio-économiques et environnementaux des femmes et des filles et à promouvoir la voix des femmes. Cameroun Gender and Environment Watch (CAMGEW), son organisation, aide également les femmes à échapper à la violence domestique et a aidé 800 femmes.
Elle assiste à l'événement du Conseil des Parties des Nations unies sur le changement climatique (COP26) à Glasgow en 2021.

## Médias
Leikeki donne en 2010 une conférence TED qui porte sur « Une "génération de la forêt", vivant en harmonie avec la nature ». Elle a également été conférencière au Global Landscapes Forum et est régulièrement citée dans les médias pour son travail sur l'environnement et le changement climatique,.

## Récompenses
- 2019 : Gender Just Climate Solutions[2]
- 2021 : Gender Just Climate Solutions[3]
- 2021 : BBC 100 Women[4]